# Joan Garriga i Manich
Joan Garriga i Manich (Sabadell, 20 de febrer de 1902 - Bellaterra, 7 de maig de 1995) fou un farmacèutic, dibuixant, pintor i crític d'art, membre de la Colla de Sabadell. Era el pare del poeta i pedagog Francesc Garriga i Barata. Era parent polític de Joan Oliver, ja que el seu cunyat era Enric Oliver, germà del poeta vallesà. Era parent també de Francesc Trabal, cosí germà del seu pare, el farmacèutic sabadellenc Francesc Garriga i Benessat.
Amb dotze anys, Joan Garriga va fundar una revista, Art Jove. Va fer la primera exposició com a pintor i dibuixant a l'Acadèmia de Belles Arts de Sabadell el 1922. De jove col·laborà en la premsa sabadellenca –Garba (1920-1922), Almanac de les Arts (1924-1925), Alba (1954-1960) o Quadern (1978)– i en la premsa barcelonina i alemanya, i ocasionalment compartí amb Armand Obiols corresponsalia a La Veu de Catalunya. Va ser fundador i director de Paraules, revista noucentista d'arts i lletres (1922-1923), en la qual van col·laborar Armand Obiols i Salvat Papasseit. Com a crític i com a il·lustrador signà amb el pseudònim Flaó. Va ser un membre actiu de la cultura vallesana.

## Obres
- Joan Vila Cinca. Notícia sobre l'obra i la vida del pintor (Barcelona, 1975)
- Pere Camps. Un pintor i el mar (Sabadell, 1978)
- Una monografia sobre el pintor sabadellenc Pere Sanromà (Bilbao, 1985)